# Jiří Němec
Jiří Němec, né le 15 mai 1966 à Pacov, était un footballeur tchèque évoluant au poste de milieu défensif. International tchécoslovaque puis tchèque.

## Palmarès
- Vainqueur de la Coupe UEFA : 1997 (Schalke 04).
- Champion de Tchécoslovaquie : 1991 et 1993 (Sparta Prague).
- Vainqueur de la Coupe de Tchécoslovaquie : 1990 (Dukla Prague) et 1992 (Sparta Prague).
- Vainqueur de la Coupe d'Allemagne : 2001 et 2002 (Schalke 04)

## Carrière internationale
- Finaliste de l'Euro 1996.
- A participé à la Coupe du monde 1990 (non joué).
- A participé à l'Euro 1996 (6 matchs) et à l'Euro 2000 (3 matchs).
- International tchécoslovaque puis tchèque (84 sélections, 1 but) entre 1990 et 2001.

## Distinction personnelle
- Élu meilleur joueur tchèque : 1997.